# Cima de Ribeira
Cima de Ribeira (llamada oficialmente San Miguel de Cima de Ribeira) es una parroquia y un lugar del municipio español de Ginzo de Limia, en la provincia de Orense, Galicia.

## Organización territorial
La parroquia está formada por dos entidades de población:
- Cima de Ribeira
- Soutelo de Ribeira

## Demografía

### Parroquia
| Gráfica de evolución demográfica de Cima de Ribeira (parroquia) entre 2000 y 2022 |
|                                                                                   |
| Datos según el nomenclátor publicado por el INE.                                  |

### Lugar
| Gráfica de evolución demográfica de Cima de Ribeira (lugar) entre 2000 y 2022 |
|                                                                               |
| Datos según el nomenclátor publicado por el INE.                              |